# Breamore
Breamore is een civil parish in het bestuurlijke gebied New Forest, in het Engelse graafschap Hampshire.

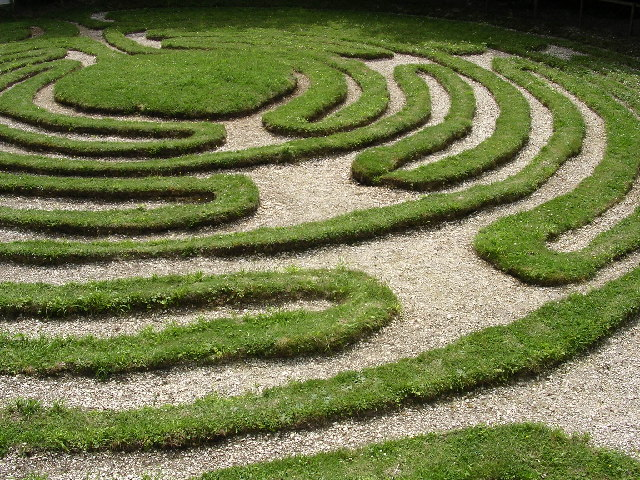
De mizmaze van Breamore